# الداریون
الداریون تلکُنتار یک شخصیت خیالی در سرزمین میانی در داستان‌های جی. آر. آر. تالکین است. او تنها فرزندی از آرون و آراگورن است که اطلاعات مشخصی از او در دسترس است. الداریون در دورهٔ چهارم به دنیا آمد و پس از مرگ پدرش دومین پادشاه اتحاد گاندور و آرنور شد.
الداریون به معنی فرزند الدار یا فرزند الف‌ها است. الداریون دست کم دو خواهر دیگر هم داشته‌است.
الداریون از نوادگان چندین خاندان پادشاهی الف‌ها است از جمله سه شاه بالای الف‌ها. او نوهٔ الروند است و از سوی مادربزرگش کلبریان یکی از نتایج گالادریل است. همچنین او نتیجهٔ ائارندیل (دریانورد) نیز هست. در نتیجه الدریون از طریق اجدادش به دو نیمه الف می‌رسد (دو نیمه الف را کامل می‌کند)
تالکین در دوره ای بررسی می‌کرد که بخشی از ارباب حلقه‌ها را به دوران الداریون اختصاص دهد که در آن مردم به موجودات پلیدی تبدیل شده‌اند اما بعدها از این کار منصرف شد.